# Voce Ventu
Voce Ventu est un groupe musical de chant Corse créé en 1995.

## Histoire du groupe
Voce Ventu est un groupe polyphonique  composé d’amis de longue date, Xavier Tavera, Frédéric Poggi, Éric Ressouche, Frédéric Sini et André Fazi issus pour la plupart de la célèbre « Scola di cantu » (École de chant, en langue Corse) du regretté Natale Luciani. Anthony Geronimi intègrera le groupe quelques années après sa création.

### Interprétation et création
Après avoir animé les soirées du cabaret ajaccien Au son des guitares et s'être produit dans de nombreux endroits à travers toute la Corse en interprétant de grands classiques de la chanson corse, le groupe décide de passer à la création et sort ainsi en 2005 l'album Rughju Di vita. À la suite du succès de cet album, il s'ensuit une tournée au Japon et des rencontres avec des artistes de l'archipel, qui aboutissent à l'album Tessi Tessi (en collaboration avec l'artiste japonaise Mieko Miyazaki et le violoniste Emmanuel Solans) où se mélangent les styles japonais et corse. Un documentaire intitulé Quand les îles se rencontrent, réalisé par Samuel Lajus, retrace cette aventure.

## Avenir du groupe
Après avoir été très actif pendant près de 15 ans, le groupe connaît une période de sommeil de quelques années avant de se remettre au travail en 2015, nouvellement structuré et dans l'optique de préparer les 20 ans du groupe. Ce dernier a sorti en 2021 un album intitulé À u ritmu di e sperenze pour célébrer un quart de siècle d'existence. En 2024, ils écrivent Ti vecu o la mio bandera en duo avec Jenifer.